# Dorfkirche Lübbenow

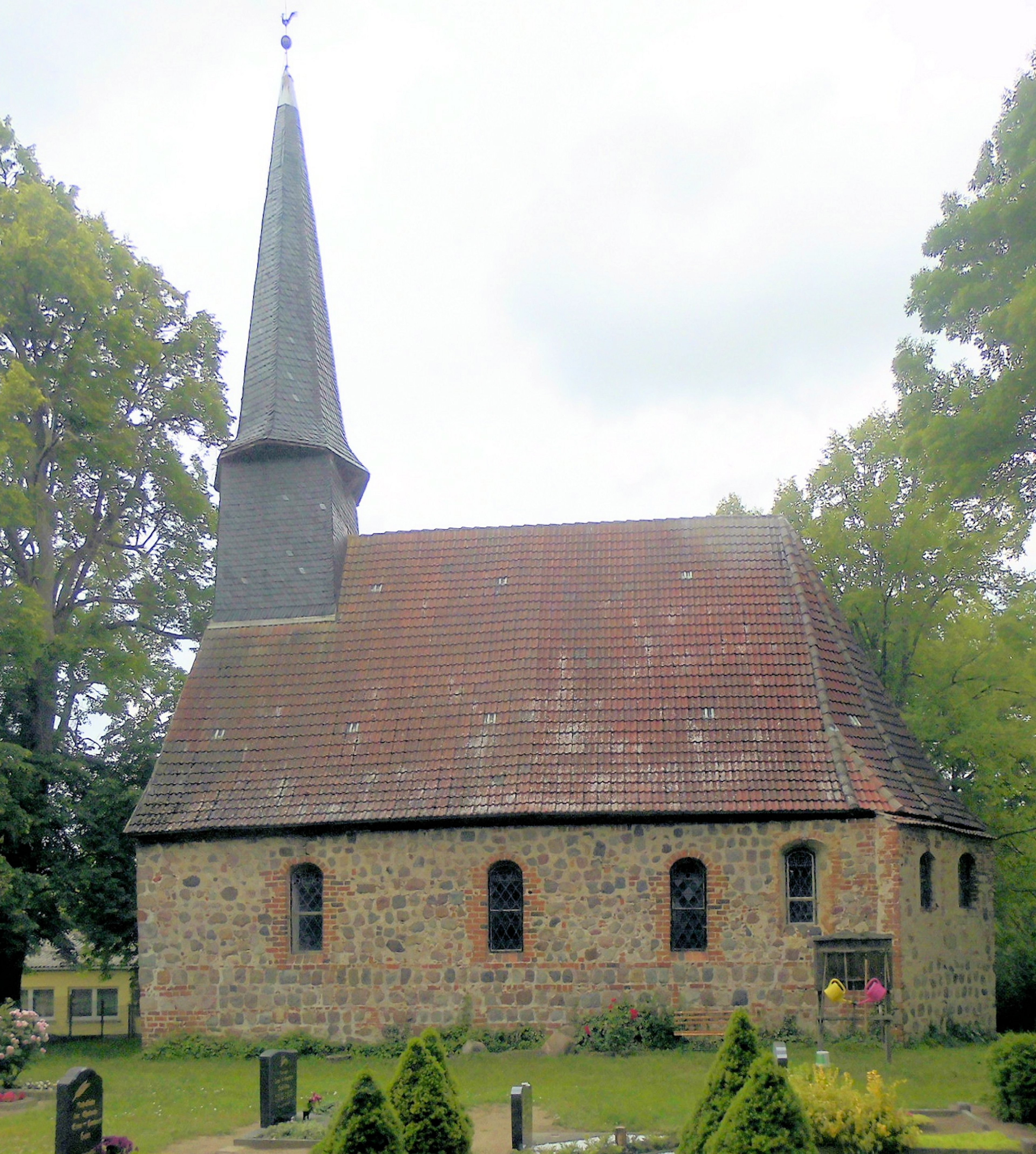
Dorfkirche Lübbenow

Die evangelische Dorfkirche Lübbenow ist eine spätgotische Saalkirche im Ortsteil Lübbenow der Gemeinde Uckerland im Landkreis Uckermark in Brandenburg. Sie gehört zur Kirchengemeinde Hetzdorf in der Propstei Pasewalk im Pommerschen Evangelischen Kirchenkreis der Evangelisch-Lutherischen Kirche in Norddeutschland (Nordkirche).

## Geschichte und Architektur
Das Bauwerk ist ein dreiseitig geschlossener Saalbau aus Mischmauerwerk (Wechsel von Feld- und Backsteinlagen) aus dem 15. Jahrhundert. Gestufte Spitzbogenportale erschließen das Bauwerk im Westen und Norden, die Fenster wurden stichbogig vergrößert. Der Westgiebel und ein kleiner quadratischer Dachturm mit Spitzhelm sind verschindelt. An der südöstlichen Chorwand ist eine flache Patronatsloge angebaut.
Das Innere wird durch eine Holzdecke von 1727 auf gekehltem Ansatz abgeschlossen, bemalt mit Wolken und Engelsköpfen. Die Raumfassung und die Bemalung der Ausstattung wurden gegen Ende des 20. Jahrhunderts teils stark übergangen. Die Wandmalereien vom Ende des 15. Jahrhunderts zeigen große Heiligenfiguren (unter anderem Anna selbdritt, Christophorus, Petrus und Paulus, Martin und Georg, im Osten eine Madonna in Strahlen- und Rosenkranz und Weltgericht); darunter umlaufender Maßwerkfries und vegetabile Fensterrahmungen. Im südwestlichen Bereich mit Turmstiege sind eine seit dem 18. Jahrhundert unbearbeitete umfangreiche Wandmalerei und ein spätmittelalterlicher „Katzenkopf“-Fußboden erhalten.

## Ausstattung
Die Ausstattung bildet ein malerisches Ganzes: Ein hölzerner Altaraufsatz von 1727 zeigt eine von Säulen gerahmte Kreuzigungsgruppe in Hochrelief vor gemaltem Stadthintergrund, in der Predella ein Abendmahlsbild; auf dem Gebälk das von Puttenskulpturen gehaltene Schweißtuch mit Relief der Vera Ikon vor einem Giebelaufbau mit Voluten. Die hölzerne Kanzel, datiert auf 1581, wird von einer Moseskulptur getragen, am polygonalen Korb mit Ecksäulchen sind Evangelistenreliefs sowie Reliefs von Petrus und dem Guten Hirten an der Treppe angebracht; auf dem Schalldeckel ist der Auferstandene dargestellt. Ein hölzerner Taufengel mit Muschelschale und Schriftband unter Deckenrosette mit Strahlenkranz stammt aus der ersten Hälfte des 18. Jahrhunderts. Die Patronatsloge, Nord- und Westempore mit Blendbogengliederung und kannelierten Pilastern stammen von 1727.
Das hölzerne Epitaph für Joachim Fahrenholtz (1503–1596) wird von einem zweigeschossigen Aufbau in Renaissanceformen mit Relieffiguren des Verstorbenen und seiner Frau gebildet, im Aufsatz ist der Pelikan, bekrönend eine wappenhaltende Engelsskulptur dargestellt. Der Rest des zugehörigen Reliefgrabsteins ist vor der Kanzel aufgestellt. Acht steinerne Inschriftplatten stammen aus der zweiten Hälfte des 18. und aus dem 19. Jahrhundert. Im südöstlichen Fenster der Patronatsloge sind Fragmente heraldischer Glasmalereien erhalten.
Die Orgel ist ein einmanualiges Werk eines unbekannten Orgelbauers vom Anfang des 19. Jahrhunderts mit drei Registern.